# Vito Carrera
Vito Carrera (* 1555 in Trapani; † 13. Juni 1623 ebenda), fälschlicherweise auch Carreca, war ein Maler des Manierismus auf Sizilien.

## Leben
Carrera war der Sohn des Bildhauers und Kupferstechers Andrea Carrera und dessen Frau Giovanna. In Trapani wurde Carrera in der Werkstatt von Giuseppe Arnino ausgebildet. Im Auftrag des Vizekönigs Philibert von Savoyen (1622–24) schuf er in Palermo vier Bildnisse für den Palazzo Reale, die sein Bruder Giuseppe Carrera (dok. 1608 bis 1630) vollendete. Des Weiteren werden ihm eine „Heimsuchung“ für die Minoritenkirche in Trapani und ein „Abendmahl“ für das Refektorium des Klosters dell Tisa bei Trapani zugeschrieben.
Vito Carrera war während seines Aufenthaltes in Palermo der zweite Lehrer von Pietro Novelli.

## Werk
- Chiesa del Rosario o di San Domenico (Alcamo): Tafelbild „Madonna dell Rosario“
- San Domenico (Castelvetrano): Tafelbild “San Raimondo di Peñafort” (1602)
- Chiesa dei Gesuiti (Trapani): Tafelbild “Sant’Ignazio”